# Radio Retaliation
Radio Retaliation — пятый студийный альбом группы Thievery Corporation, вышедший в 2008 году. Был записан в 2007—2008 гг. в родном городе группы Вашингтоне. Пре-релиз альбома (с эксклюзивным треком «Philosopher’s Stone») вышел в продажу в iTunes Store 9 сентября. 15 декабря вышло в свет музыкальное видео на песню «The Numbers Game». Альбом получил номинацию на премию «Грэмми» в категории «Лучшая упаковка записи». На обложке альбома изображена фотография Субкоманданте Маркоса.

## Список композиций
1. «Sound The Alarm» (featuring Sleepy Wonder) — 3:41
2. «Mandala» (featuring Anoushka Shankar on sitar) — 4:00
3. «Radio Retaliation» (featuring Sleepy Wonder) — 3:26
4. «Vampires» (featuring Femi Kuti) — 4:57
5. «Hare Krsna» (featuring Seu Jorge) — 3:35
6. «El Pueblo Unido» (featuring Verny Varela) — 3:29
7. «(The Forgotten People)» — 3:10
8. «33 Degree» (featuring Zee) — 3:47
9. «Beautiful Drug» (featuring Jana Andevska) — 3:27
10. «La Femme Parallel» (featuring Lou Lou) — 4:29
11. «Retaliation Suite» — 2:53
12. «The Numbers Game» (featuring Chuck Brown) — 3:03
13. «The Shining Path» — 3:38
14. «Blasting Through the City» (featuring Notch) — 3:33
15. «Sweet Tides» (featuring Lou Lou) — 4:48

Бонус-треки iTunes
1. «Philosopher’s Stone» — 4:10
2. «Vampires (Louis Vega House Remix)» — 9:42
3. «Vampires (Louie Vega Dub Remix)» — 9:42
4. «Mandala (Pathaan Remix)» — 5:37